# Canalone Porta
Il Canalone Porta è una delle vie alpinistiche più famose della Grigna Meridionale (nota anche come Grignetta), situata nelle Prealpi Bergamasche, in Lombardia. Questa via è molto frequentata dagli appassionati di alpinismo e escursionismo per la sua bellezza e la varietà di paesaggi.

## Geografia
Il Canalone Porta si sviluppa sul versante occidentale della Grigna Meridionale, partendo da un’altitudine di circa 1.100 metri nei pressi del Pian dei Resinelli e salendo fino a quota 2.180 metri, vicino alla vetta della Grignetta. È caratterizzato da un ambiente roccioso e selvaggio, con tratti di ghiaioni e pareti rocciose che lo rendono una via suggestiva e impegnativa.

## Accesso
L’accesso al Canalone Porta avviene principalmente dal Pian dei Resinelli, punto di partenza per numerosi sentieri e vie alpinistiche della Grigna Meridionale. Dal parcheggio del Pian dei Resinelli, il sentiero conduce alla base del canalone in circa 30 minuti di cammino.

## Percorso
Il Canalone Porta è una via alpinistica che richiede esperienza e una buona preparazione fisica. Il percorso attraversa ghiaioni, salti di roccia e pendii ripidi, con alcuni tratti che necessitano l’uso di corde e attrezzatura alpinistica, specialmente in inverno, quando la neve e il ghiaccio rendono la salita più tecnica.
Durante il percorso, si gode di viste spettacolari sulla Valsassina e sul Lago di Como.

## Stagionalità
Il Canalone Porta è praticabile tutto l’anno, ma le condizioni variano notevolmente a seconda della stagione:
- **Estate**: il percorso è frequentato da escursionisti e alpinisti che amano l’arrampicata su roccia.
- **Inverno**: il canalone diventa una via di alpinismo invernale, molto apprezzata dagli appassionati di cascate di ghiaccio e salite su neve.

## Sicurezza
Data la natura tecnica del percorso, è consigliabile affrontare il Canalone Porta con adeguata attrezzatura e preparazione fisica. In inverno sono essenziali ramponi, piccozze e casco. È consigliabile consultare le condizioni meteorologiche prima della salita.

## Curiosità
Il Canalone Porta prende il nome da Luigi Porta, un noto alpinista locale che ha contribuito a promuovere l’alpinismo nella zona della Grigna. È una delle vie classiche della Grigna Meridionale ed è considerato un passaggio obbligato per gli appassionati della montagna.